# Patinação de velocidade em pista curta nos Jogos Olímpicos de Inverno de 2018 - Revezamento 5000 m masculino
A prova de revezamento 5000 m masculino da patinação de velocidade em pista curta nos Jogos Olímpicos de Inverno de 2018 foi disputada na Arena de Gelo Gangneung, localizada na subsede de Gangneung em 13 e 22 de fevereiro.

## Medalhistas
|  | HUN Hungria                                              |  | CHN China                                             |  | CAN Canadá                                                 |
|  | Shaoang Liu Shaolin Sándor Liu Viktor Knoch Csaba Burján |  | Wu Dajing Han Tianyu Chen Dequan Xu Hongzhi Ren Ziwei |  | Samuel Girard Charles Hamelin Charle Cournoyer Pascal Dion |

## Recordes
Antes desta competição, os recordes mundiais e olímpicos da prova eram os seguintes:
| Tipo | Atleta                                                                                     | Tempo        | Local  | Data                    |
| ---- | ------------------------------------------------------------------------------------------ | ------------ | ------ | ----------------------- |
|      | Estados Unidos · Keith Carroll · J. R. Celski · Thomas Hong · John-Henry Krueger           | 6:29.052 min | Xangai | 12 de novembro de 2017  |
|      | Rússia · Sun Linlin · Viktor Ahn · Semion Elistratov · Vladimir Grigorev · Ruslan Zakharov | 6:42.100 min | Sóchi  | 21 de fevereiro de 2014 |

Os seguintes recordes mundiais e/ou olímpicos foram estabelecidos durante esta competição:
| Tipo             | Fase        | Atleta                                                                   | Tempo        | Local       | Data                    | Ref   |
| ---------------- | ----------- | ------------------------------------------------------------------------ | ------------ | ----------- | ----------------------- | ----- |
| Recorde olímpico | Semifinal 2 | Coreia do Sul Hwang Dae-heon Kim Do-kyoum Kwak Yoon-gy Lim Hyo-jun       | 6:34.510 min | PyeongChang | 13 de fevereiro de 2018 | [ 2 ] |
| Recorde olímpico | Final A     | Hungria · Shaoang Liu · Shaolin Sándor Liu · Viktor Knoch · Csaba Burján | 6:31.971 min | PyeongChang | 22 de fevereiro de 2018 | [ 3 ] |

## Resultados

### Semifinais
As duas primeiras equipes de cada bateria avançam para a final A, enquanto que as esquipes restantes disputam a final B.
| Pos. | Bateria | País               | Atletas                                                                      | Tempo     | Notas |
| ---- | ------- | ------------------ | ---------------------------------------------------------------------------- | --------- | ----- |
| 1    | 1       | CHN China          | Wu Dajing Han Tianyu Ren Ziwei Xu Hongzhi                                    | 6:36.605  | QA    |
| 2    | 1       | CAN Canadá         | Samuel Girard Charles Hamelin Charle Cournoyer Pascal Dion                   | 6:41.042  | QA    |
| 3    | 1       | KAZ Cazaquistão    | Denis Nikisha Nurbergen Zhumagaziyev Abzal Azhgaliyev Yerkebulan Shamukhanov | 6:47.727  | QB    |
| 5    | 1       | NED Países Baixos  | Sjinkie Knegt Daan Breeuwsma Itzhak de Laat Dennis Visser                    | 9:99.99 ! | PEN   |
| 1    | 2       | KOR Coreia do Sul  | Hwang Dae-heon Kim Do-kyoum Kwak Yoon-gy Lim Hyo-jun                         | 6:34.510  | QA    |
| 2    | 2       | HUN Hungria        | Shaoang Liu Shaolin Sándor Liu Viktor Knoch Csaba Burján                     | 6:34.866  | QA    |
| 3    | 2       | USA Estados Unidos | J. R. Celski John-Henry Krueger Thomas Hong Aaron Tran                       | 6:36.867  | QB    |
| 4    | 2       | JPN Japão          | Keita Watanabe Ryosuke Sakazume Kazuki Yoshinaga Hiroki Yokoyama             | 6:42.655  | QB    |

### Finais

#### Final B
| Pos. | País               | Atletas                                                                      | Tempo    | Notas |
| ---- | ------------------ | ---------------------------------------------------------------------------- | -------- | ----- |
| 5    | USA Estados Unidos | J. R. Celski John-Henry Krueger Thomas Hong Aaron Tran                       | 6:52.708 |       |
| 6    | KAZ Cazaquistão    | Denis Nikisha Nurbergen Zhumagaziyev Abzal Azhgaliyev Yerkebulan Shamukhanov | 6:52.791 |       |
| 7    | JPN Japão          | Keita Watanabe Ryosuke Sakazume Kazuki Yoshinaga Hiroki Yokoyama             | 7:02.554 |       |

#### Final A
| Pos. | País              | Atletas                                                    | Tempo    | Notas            |
| ---- | ----------------- | ---------------------------------------------------------- | -------- | ---------------- |
| 01 ! | HUN Hungria       | Shaoang Liu Shaolin Sándor Liu Viktor Knoch Csaba Burján   | 6:31.971 | Recorde olímpico |
| 02 ! | CHN China         | Wu Dajing Han Tianyu Xu Hongzhi Chen Dequan                | 6:32.035 |                  |
| 03 ! | CAN Canadá        | Samuel Girard Charles Hamelin Charle Cournoyer Pascal Dion | 6:32.282 |                  |
| 4    | KOR Coreia do Sul | Seo Yi-ra Kim Do-kyoum Kwak Yoon-gy Lim Hyo-jun            | 6:42.118 |                  |

Legenda
| Recorde mundial      | Recorde mundial (World record)               |                       | Recorde africano                      | Recorde africano (African) |                                           | Q | Classificado por posição (Qualified) |
| Recorde olímpico     | Recorde olímpico (Olympic record)            | Recorde da América    | Recorde da América (Americas)         | q                          | Classificado por melhor tempo (Qualified) |   |                                      |
| Melhor marca do ano  | Melhor marca do ano (World leading)          | Recorde asiático      | Recorde asiático (Asian)              | DNS                        | Não largou (Did not start)                |   |                                      |
| Recorde nacional     | Recorde nacional (National record)           | Recorde europeu       | Recorde europeu (European)            | DNF                        | Não terminou (Did not finish)             |   |                                      |
| Recorde pessoal      | Recorde pessoal do atleta (Personal best)    | Recorde da Oceania    | Recorde da Oceania (Oceania)          | DSQ / DQ                   | Desclassificado (Disqualified)            |   |                                      |
| Recorde da temporada | Recorde da temporada do atleta (Season best) | Recorde sul-americano | Recorde sul-americano (South America) | NM                         | Sem marca (No mark)                       |   |                                      |

### Patinação de velocidade
| Recorde de pista | Recorde da pista (Track record)               |  |  |
| QA               | Classificado para a final A                   |  |  |
| QB               | Classificado para a final B                   |  |  |
| ADV              | Classificado após decisão arbitral (Advanced) |  |  |
| PEN              | Pênalti                                       |  |  |
| YC               | Cartão amarelo (Yellow Card)                  |  |  |